# Fačkovské sedlo
Fačkovské sedlo (802 m n. m.) je horské sedlo ve středním Slovensku, které tvoří přirozenou hranici mezi pohořími Malá Fatra na severovýchodě a Strážovské vrchy na jihozápadě.
Vystupuje mezi vrchy Homôľka (1073 m n. m.) v Strážovských vrších a Reváň (1205 m n. m.) na hlavním hřebenu Lúčanské Malé Fatry. Přímo na jihovýchodním úpatí Reváně pramení řeka Nitra.
Prochází jím regionální hranice mezi Žilinským krajem a Trenčínským krajem a mezi okresy Žilina a Prievidza.
Sedlem prochází důležitý silniční spoj z Horní Nitry na horní Pováží, konkrétně z Prievidzi do Žiliny (silnice I/64). Sedlo dostalo svůj název podle obce Fačkov, ležící pod sedlem severním směrem.

## Turistika
V současnosti je významným turistickým střediskem letní i zimní turistiky s výbornými možnostmi na lyžování a s vícerými ubytovacími a stravovacími zařízeními. Je zde několik uměle zasněžovaných svahů, čtyři lyžařské vleky a stanice Horské služby. Ubytování poskytují dva horské hotely, stravování místní motorest (Koliba). V sedle se také nachází parkoviště a autobusová zastávka. Stojí tu i památník Slovenského národního povstání.
Sedlo je východištěm pro více turistických stezek. Vede odtud nejlehčí výstupová cesta na charakteristický skalnatý vrchol Kľak (1352 m n. m.) po žluté turistické značce, vycházející od hotelu Reváň. Sedlem vede červeně značená trasa po Cestě hrdinů SNP, vedoucí z obce Čičmany do Vríckého sedla.
Asi dva kilometry jihovýchodně od sedla leží menší rekreační středisko se soukromými chatami a horským hotelem Reváň.

## Galérie

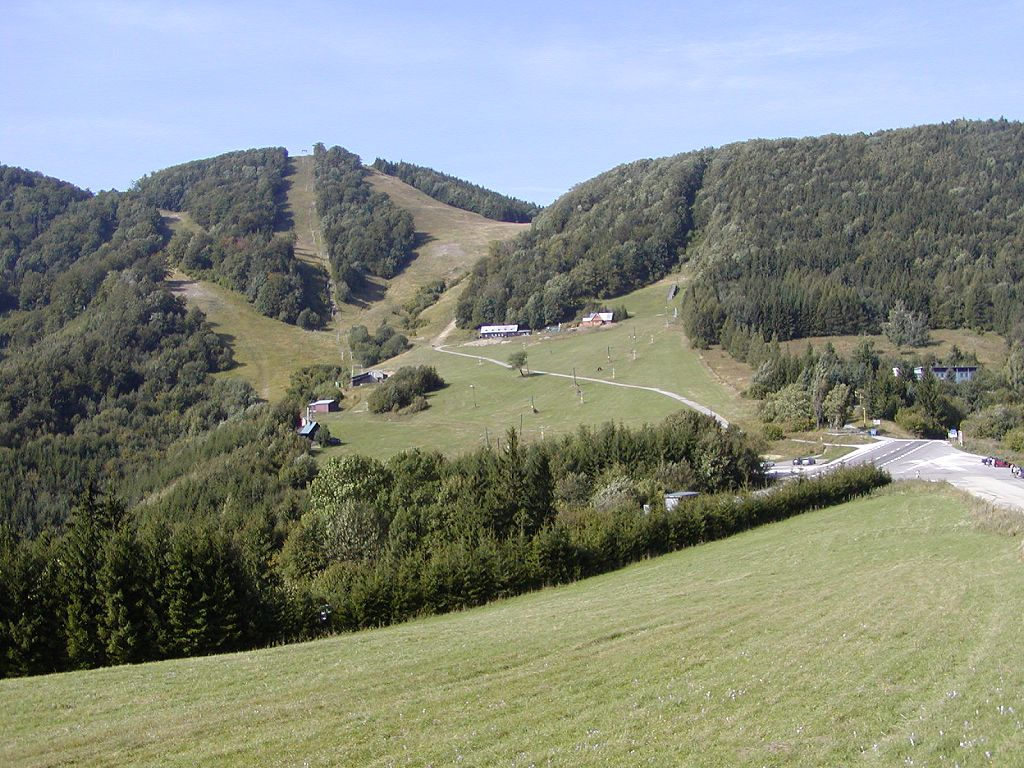
Sedlo v léte
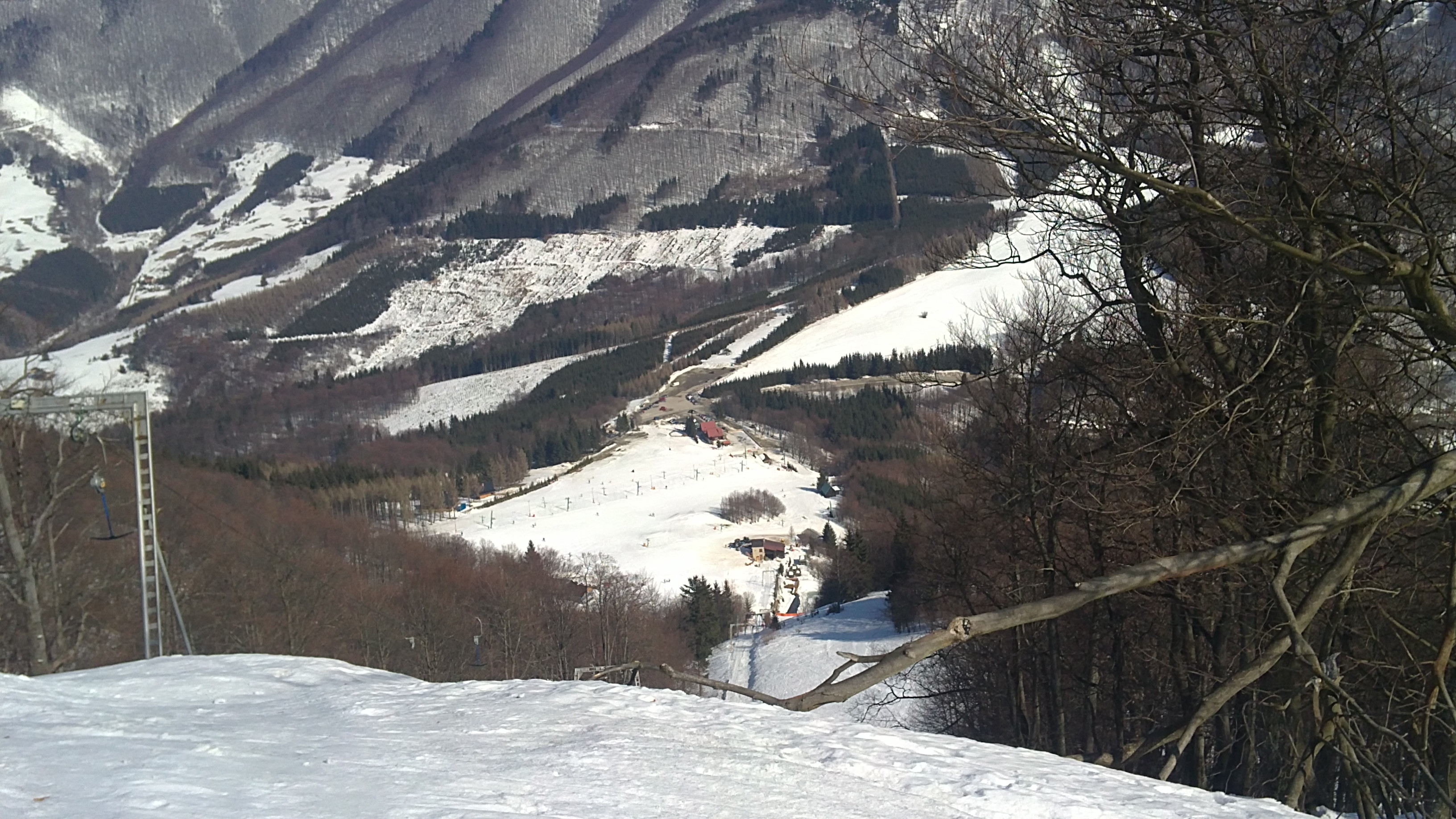
Pohled na sedlo z vrchu Homôľka
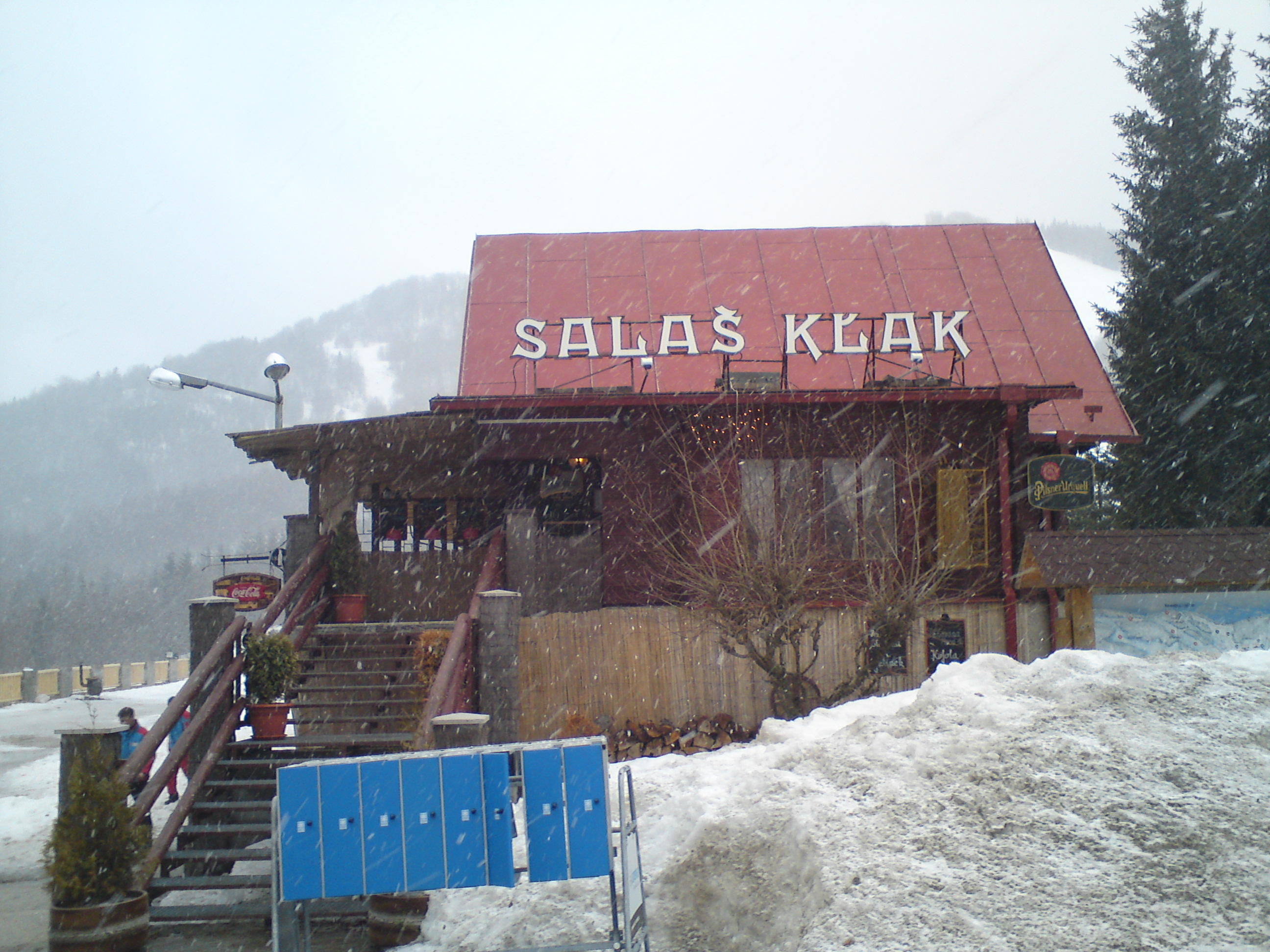
Původní salaš Kľak
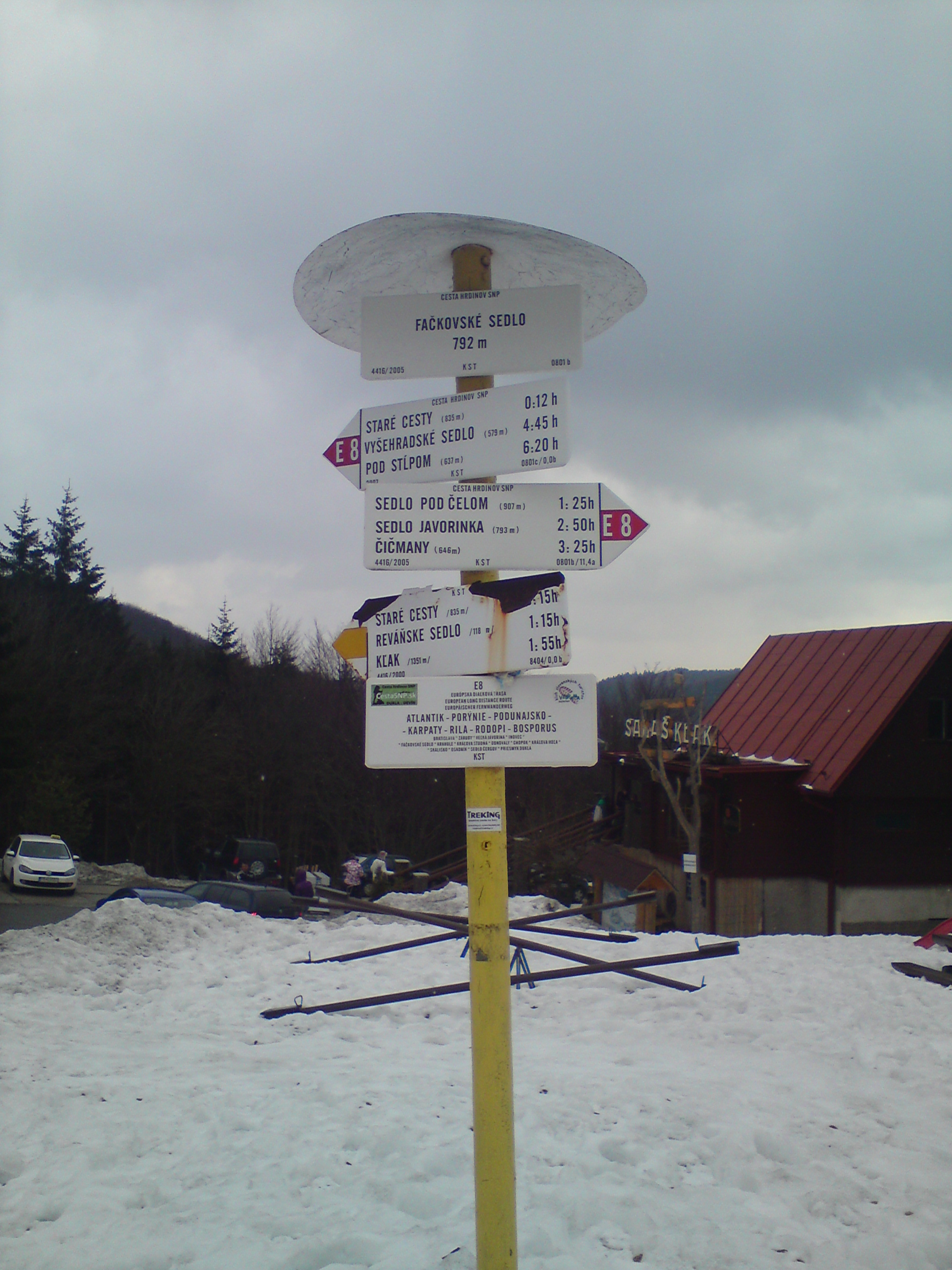
Křižovatka turistických cest v sedle